# Owens-Illinois
Owens-Illinois (NYSE : OI) est une entreprise américaine spécialisée dans l'emballage verrier. Elle est l'un des plus gros fabricants mondiaux d'emballage, et depuis l'acquisition de BSN Glasspack en 2004, le plus gros producteur d’emballages en verre en Amérique du Nord, Amérique du Sud, Asie-Pacifique et Europe. Environ une bouteille en verre sur deux créée à travers le monde est fabriquée par OI ou ses associés ou filiales. Owens-Illinois compte 80 usines de production dans 21 pays.

## Historique

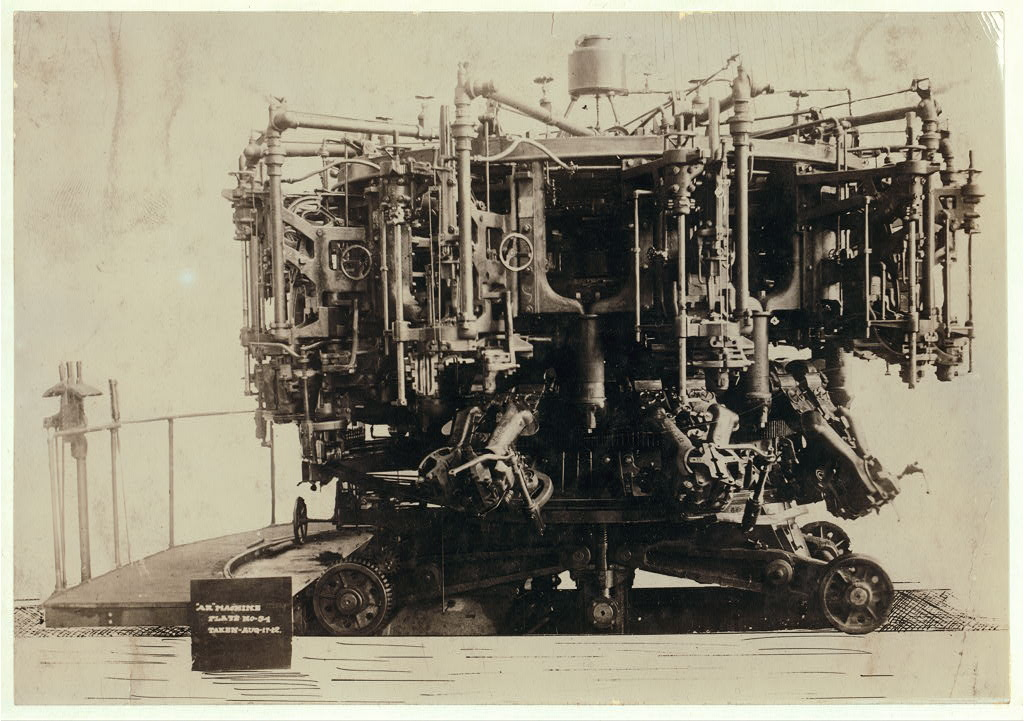
Machine automatique à dix bras photographiée par Lewis Hine en 1913.

En 1903, Owens Bottle Machine Company est fondée. Cette dernière fusionne, en 1920 avec Illinois Glass Company pour créer Owens-Illinois Glass Company. En 1935 est créée Owens Corning, en tant que coentreprise entre Owens-Illinois et Corning. Owens Corning deviendra autonome en 1938.
En 1958, Owens-Illinois s'implante en Colombie avec l'achat de verreries à Bogota. En 1960, Owens-Illinois s'implante au Brésil. En 1961, Owens-Illinois crée une filiale spécialisée dans les matières plastiques. En 1965, Owens-Illinois Glass Company change de nom pour Owens-Illinois, Inc.
En 1986, KKR, un fonds d'investissement, acquiert Owens-Illinois pour 3,3 milliards de dollars. En 1988, Owens-Illinois acquiert Brockway Glass, entreprise américaine, transaction qui est initialement bloquée par les autorités de la concurrence, jugement qui est cassé en justice. En 1991, KKR introduit en bourse Owens-Illinois pour 1,3 milliard de dollars. En 1993, Owens-Illinois effectue des acquisitions en Europe de l'Est et au Pérou. En décembre 1993, Owens-Illinois vend 50 % de sa filiale Kimble Glass, spécialisée dans les verres spéciaux, le solde est vendu en 1997. En 1994, Owens-Illinois scinde sa filiale, Libbey. En 1995, Owens-Illinois effectue des implantations en Hongrie et en Estonie et autres acquisitions en Europe. En 1996, Owens-Illinois effectue des implantations en Chine avec l'acquisition d'infrastructures à Wuhan. 
En 1997, Owens-Illinois acquiert Avir, entreprise italienne spécialisée dans l'emballage en verre, présente en Italie, en Espagne et en République tchèque. En 1997, Owens Illinois acquiert certaines activités d'Anchor Glass Container, entreprise américaine en faillite, pour 125 millions de dollars. En 1998, Owens-Illinois acquiert ACI, passant numéro un de la fabrication de verre en Asie-Pacifique. La même année, Owens-Illinois acquiert pour 2,2 milliards de livres soit 3,6 milliards de dollars à l'époque, l'activité emballage de BTR, conglomérat britannique qui s'est recentrée sur l'industrie mécanique,. 
En 2000, Owens-Illinois effectue de nouvelles acquisitions en Colombie et au Pérou. En 2001, Owens-Illinois acquiert Consumers Packaging, entreprise présente au Canada. En 2004, Owens-Illinois devient le numéro un de la fabrication de verre en Europe avec l'acquisition de BSN Glasspack pour 1,16 milliard d'euros.
En 2005, Owens-Illinois vend ses activités dans les matières plastiques moulées-soufflées à Graham Packaging pour 1,2 milliard de dollars. En 2006, Owens-Illinois change de siège social pour s'implanter à Perrysburg dans l'Ohio, dans le même temps, il adopte la marque O-I. En 2006, Owens-Illinois est placé sous le chapitre 11 de la loi sur les faillites des États-Unis. En 2007, Owens-Illinois vend ses activités dans les plastiques spéciaux, présent surtout aux États-Unis, à Rexam, pour 1,83 milliard de dollars, dans le but de se consacrer uniquement au conditionnement en verre.
En 2010, Owens-Illinois effectue une acquisition en Argentine et de nouvelles acquisitions au Brésil et en Chine. Elle crée des joint ventures en Malaisie et au Vietnam. En 2011, Owens-Illinois acquiert pour 15 millions de dollars la Verrerie du Languedoc, fournisseur en bouteille pour Perrier, dont l'usine d'embouteillage est situé à proximité. En 2015, Owens-Illinois acquiert les activités de bouteilles en verre de Vitro dont 5 usines de verre au Mexique et une usine en Bolivie pour 2,15 milliards de dollars.
Dans son usine de Givors, les ouvriers ont été particulièrement affectés par le cancer. Sur 208 ouvriers, cent ont été touchés par le cancer et 40 sont déjà morts.

## Principaux actionnaires
Au 13 mars 2020:
| Russell Investment Management  | 9,78% |
| The Vanguard Group             | 9,48% |
| First Pacific Advisors         | 6,42% |
| Atlantic Investment Management | 4,92% |
| GLC Asset Management           | 4,48% |
| LSV Asset Management           | 3,60% |
| Sound Shore Management         | 3,57% |
| Lyrical Asset Management       | 3,53% |
| BlackRock Fund Advisors        | 3,34% |
| Bain Capital Public Equity     | 3,34% |

## Domaines d'activité
Owens-Illinois est organisé en 3 grands domaines d'activité :
- Emballage en verre pour la bière, le vin et les spiritueux, les aliments et les boissons non alcoolisées ;
- Emballage en verre pour les médicaments et l'industrie chimique ;
- Vaisselle, y compris les verres à pied.

L'entreprise compte plus de 49 000 clients pour un catalogue de plus de 10 000 produits.
En 2010, voici la répartition des ventes en fonction de la catégorie d'emballage :
| Catégories               | Ventes (% du CA) |
| Bière                    | 36.3             |
| Vin                      | 24.6             |
| Aliments                 | 16.1             |
| Spiritueux               | 11.6             |
| Boissons non alcoolisées | 10               |
| Boissons alcoolisées     | 1.4              |
| Total                    | 100              |

## Implantation
| Amérique du Nord | Amérique latine | Europe             | Asie - Pacifique |
| Canada           | Argentine       | Allemagne          | Australie        |
| États-Unis       | Brésil          | Espagne            | Chine            |
|                  | Colombie        | Estonie            | Indonésie        |
|                  | Équateur        | France             | Malaisie*        |
|                  | Pérou           | Hongrie            | Nouvelle-Zélande |
|                  | Mexique         | Italie             | Viêt Nam*        |
|                  | Bolivie         | Pays-Bas           |                  |
|                  |                 | Pologne            |                  |
|                  |                 | République tchèque |                  |
|                  |                 | Royaume-Uni        |                  |
|                  |                 | Suisse             |                  |

* Indique les joint ventures dans les pays non représentés sur les cartes régionales. N'inclut pas toutes les joint ventures.

### Amérique du Nord
- 19 usines dans 2 pays
- Siège social : Perrysburg (Ohio, États-Unis)
- Environ 5 500 salariés
- 1er fournisseur d’emballage en verre
- 1,9 milliard de dollars de chiffre d'affaires net (2010)
- Principaux clients : Anheuser-Busch InBev - Brown Forman - Diageo - Heinz - MillerCoors - Pepsi

### Amérique latine
- 12 usines dans 5 pays
- Siège social : São Paulo (Brésil)
- Environ 4 650 salariés
- 1er fournisseur d’emballage en verre
- 1 milliard de dollars de chiffre d'affaires net (2010)
- Principaux clients : Aje Group - Coca-Cola - Diageo - SABMiller

### Europe
- 35 usines dans 10 pays
- Siège social :  Suisse
- Environ 8 300 salariés
- 1er fournisseur d’emballage en verre
- 2,7 milliards de dollars de chiffre d'affaires net (2010)
- Principaux clients : Carlsberg - Diageo - Heineken - Nestlé Waters - SABMiller - Pernod Ricard - Unilever

### Asie - Pacifique
- 13 usines dans 4 pays
- Siège social : Melbourne (Australie)
- Environ 6 500 salariés
- 1er fournisseur d’emballage  en verre
- 1 milliard de dollars de chiffre d'affaires net (2010)
- Principaux clients : ABI - APB - Foster’s Group - Lion Nathan - Pernod Ricard

## Recyclage et résidus
O-I a des objectifs ambitieux en matière de développement durable d'ici 2017 (Année de référence : 2007) :
- Énergie : Réduction de 50 % de la consommation par tonne conditionnée ;
- Déchets : Taux de recyclage post-consommation de 60 % ;
- Émissions : Réduction des émissions d'équivalent dioxyde de carbone de 65 % ;

En effet, le recyclage est essentiel à O-I pour conserver sa position de leader dans l'engagement en faveur du développement durable :
- les plus grands utilisateurs de verre recyclé à l'échelle mondiale ;
- Chaque année, l'utilisation de ce type de verre est en constante augmentation dans toutes les régions ;
- En moyenne, le taux de verre recyclé utilisé par les usines O-I s'élève à 36 %. Dans certaines usines, il atteint 80 %

| Localité         | Tonnes de verre post-consommation |
| ---------------- | --------------------------------- |
| Amérique du Nord | 0,86 million                      |
| Amérique latine  | 0,34 million                      |
| Europe           | 2,8 millions                      |
| Asie - Pacifique | 0,50 million                      |
| Total            | 4,5 millions                      |